# アシル・アンプレール
アシル・アンプレール（Achille Emperaire, 1829年9月16日 - 1898年1月8日）は、フランスの画家。

## 生涯
アシル・アンプレールは、1829年、フランスのブーシュ＝デュ＝ローヌ県エクス＝アン＝プロヴァンスで生まれた。生まれつき、体が小さく、背骨が曲がった障害を負っていた。
地元で、1844年から1856年にかけて、絵の勉強をした。
1857年以降は、パリに行き、トマ・クチュールの画塾に通うようになった。生活は苦しかったが、成功に対し貪欲であった。彼が書いた手紙には、「たまに食事に80サンチームかけられるような時は、大宴会のような気持ちだ。そのほかの時は、食事を抜くために、パンくずとワインと砂糖で空腹を紛らわせている。」とある。また、「パリは巨大な墓場のようなもので、多くの人にとっての夢だ。生き残れる者は少ないが、私を信じてほしい。」とも書いている。
パリで最初に展覧会に出展しようとしていた前日、彼はキャンバスにワニスをかけたところ、翌日、作品はひび割れていた。これがトラウマとなり、彼はその後ワニスを使うのをやめてしまった。彼の作品の多くが色あせてしまったのは、このためである。ルーヴル美術館から作品の注文を受け、これにより1000フランの大金を得た。彼は、その金で、借金を返し、1873年10月、エクスに戻った。この年、エクスでジョワシャン・ガスケと出会い、生涯の親友となった。
1881年と1882年、再びパリを訪れ、フランス画家自由協会の会員となったが、1873年以降はほとんどエクスを離れることがなかった。エクスでは、ル・トロネに絵を描きに行くのを好んだ。強情な性格で、ガスケは、「揺るぎない勇敢さとプライドを持っている」と評している。

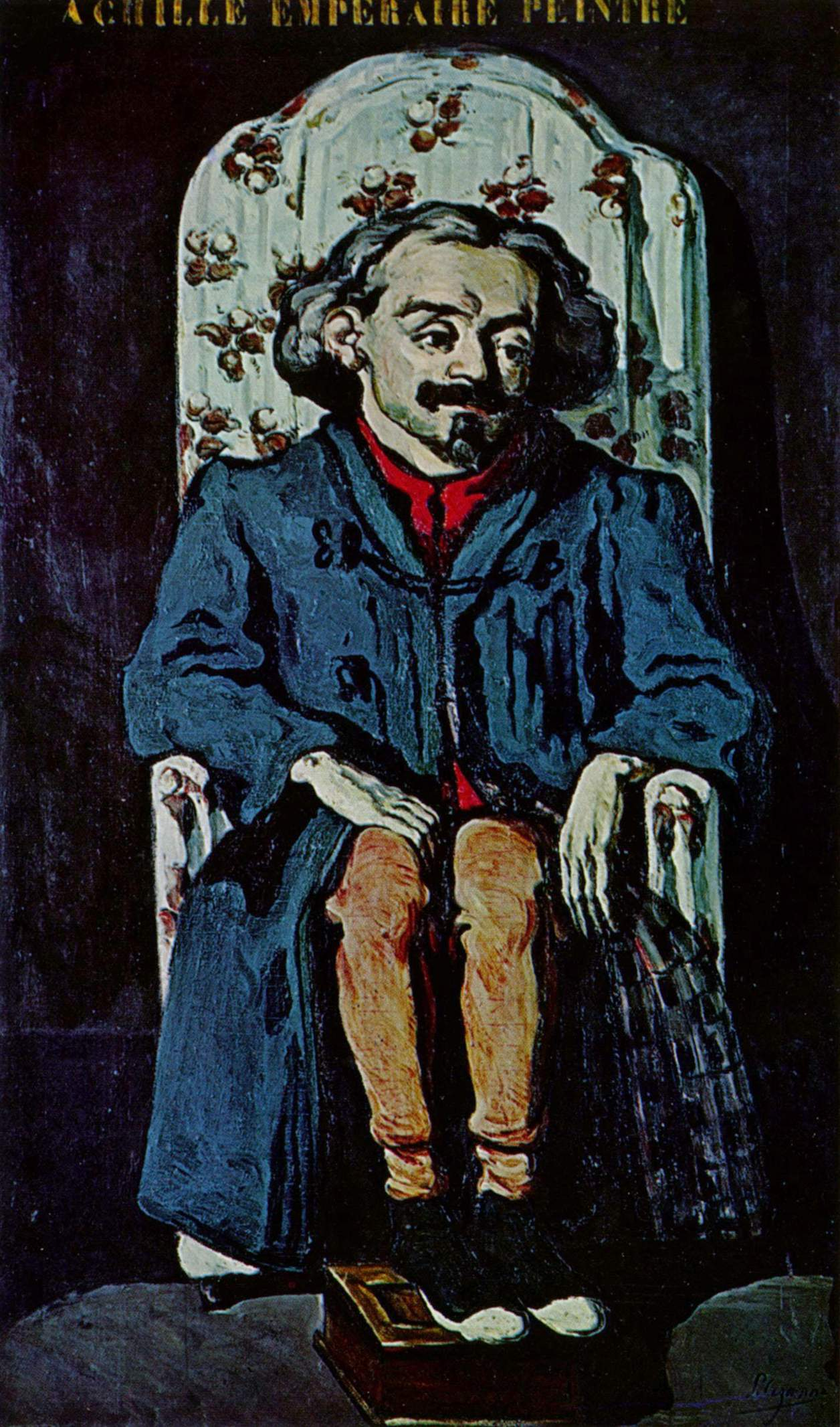
セザンヌによるアンプレールの肖像画（オルセー美術館）。

1861年、パリのアカデミー・シュイスでポール・セザンヌと親しくなったが、セザンヌの画風とは一線を画した。裸体画や風景画では、厚塗りを好んだ。美術史家ジョン・リウォルドは、アンプレールは「セザンヌの影響を免れることができた人物であり、彼の作品には驚くべき個性と独自の世界が表れている」と評している。アンプレールは、ティツィアーノ・ヴェチェッリオやエドゥアール・マネを敬愛していた。
1898年1月8日に死去した。

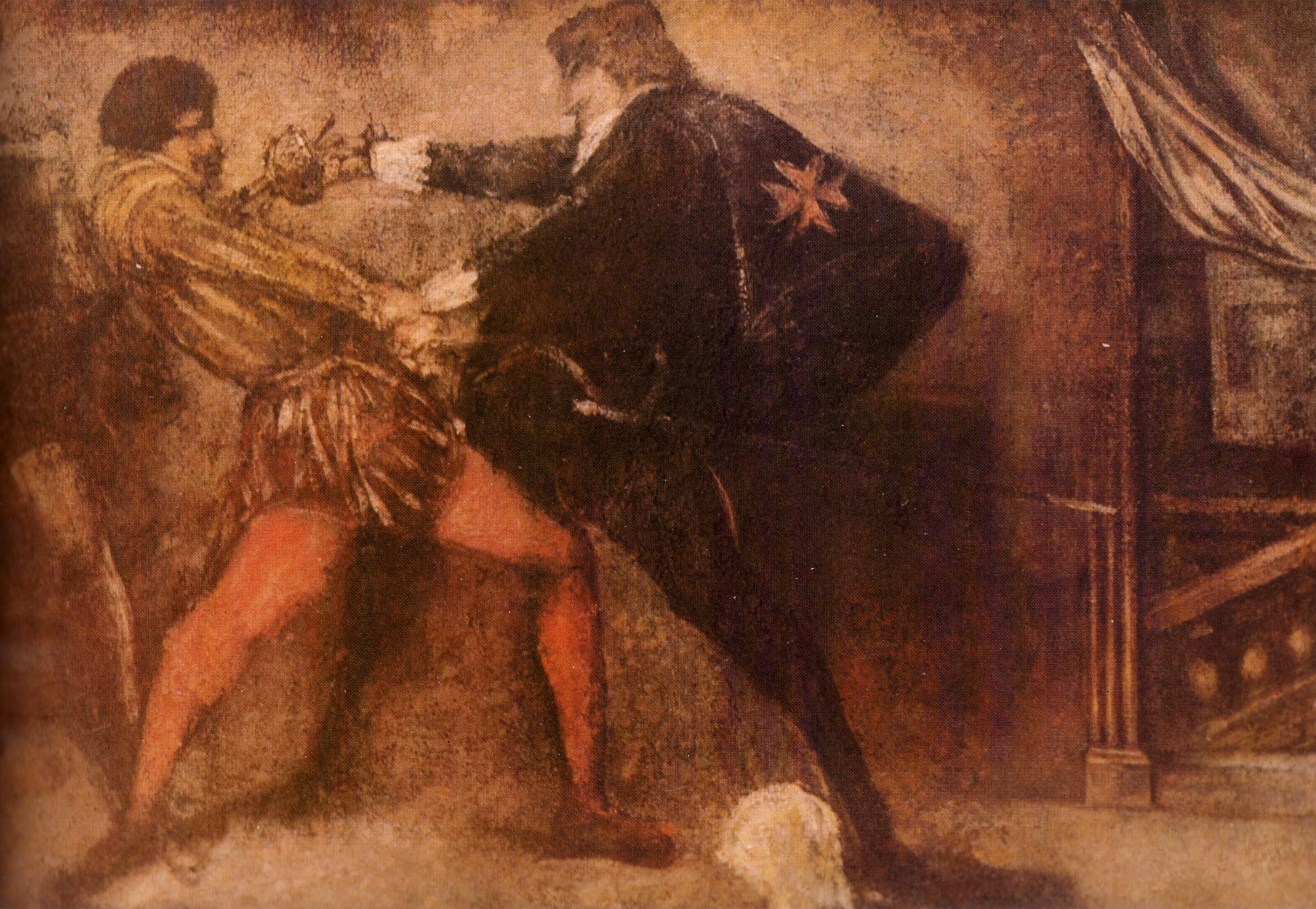
アンプレール『決闘』